# Saint-Tropez
Saint-Tropez (francoska izgovorjava: [sɛ̃ tʁɔpe]; okcitansko Sant Tropetz, okcitanska izgovorjava: [san tʀuˈpes]) je občina v departmaju Var in regiji Provansa-Alpe-Azurna obala v južni Franciji. Nahaja se 68 kilometrov zahodno od Nice in 100 kilometrov vzhodno od Marseilla, na francoski rivieri, med katerimi je eno najbolj znanih mest. Leta 2018 je imel Saint-Tropez 4.103 prebivalcev. Sosednje ozko vodno telo je zaliv Saint-Tropez (francosko: Golfe de Saint-Tropez), ki se razteza do Sainte-Maxime na severu pod masivom Massif des Maures.
Saint-Tropez je bil do začetka 20. stoletja vojaška utrdba in ribiška vas. To je bilo prvo mesto na njegovi obali, ki je bilo osvobojeno med drugo svetovno vojno v okviru operacije Dragoon. Po vojni je postal mednarodno znano obmorsko letovišče, znano predvsem zaradi pritoka umetnikov francoskega novega vala v kinematografe in gibanja Yé-yé v glasbi. Kasneje je postalo letovišče za evropske in ameriške bogataše in turiste.